# كاذي أسامي
كاذي أسامي (الاسم العلمي:Pandanus assamensis) هو نوع من النباتات يتبع جنس الكاذي من الفصيلة الكاذية.